# Iounane
Iounane  (in arabo أيونان‎?) è un centro abitato e comune rurale del Marocco situato nella provincia di Chefchaouen, regione di Tangeri-Tetouan-Al Hoceima. Conta una popolazione di 25 021 abitanti (censimento 2014).